# CA Progreso
CA Progreso is een Uruguayaanse voetbalclub uit de hoofdstad Montevideo. 
De club werd opgericht op 30 april 1917. De clubkleuren zijn rood met gele strepen. Thuiswedstrijden worden gespeeld in het Parque Abraham Paladino (capaciteit:8000). De club won zijn enige titel in 1989, een kort seizoen want enkel de heenronde werd gespeeld. Dit was omdat er een kalenderconflict was met vele nationale en internationale wedstrijden dat jaar.
CA Progreso dwong in het seizoen 2011-2012 promotie af naar de hoogste afdeling, de Primera División, door in de finale van de promotieplay-offs over twee duels af te rekenen met Huracán. In de reguliere competitie was de club als derde geëindigd, achter Central Español en Juventud de Las Piedras. Na één seizoen degradeerde de club weer.  In 2018 keerde de club terug.

## Erelijst
- Primera División:

1989
- Segunda División

1942, 1979, 2006
- Tercera División

1938, 1939, 1956, 1963, 1975, 1978